# جيمس باتريك كيلي
جيمس باتريك كيلي (بالإنجليزية: James Patrick Kelly)‏‏ (11 أبريل 1951 في مينيولا - ) كاتب خيال علمي، وروائي، وكاتب من الولايات المتحدة.

## الجوائز
- جائزة نابيولا لأفضل رواية  [لغات أخرى]‏
- جائزة هوغو لأفضل رواية
- جائزة لوكس لأفضل قصة قصيرة  [لغات أخرى]‏

## روابط خارجية
- جيمس باتريك كيلي على موقع ميوزك برينز (الإنجليزية)